# نارینه ایساجانیان
نارینه سروبی ایساجانیان (ارمنی: Նարինե Սերոբի Իսաջանյան؛ انگلیسی: Narine Isajanyan؛ زاده ۲۵ دسامبر ۱۹۶۶) نقاش ارمنستان-ایالات متحده آمریکا است.

## زندگی‌نامه
وی در ۲۵ دسامبر ۱۹۶۶ در ایروان به دنیا آمد و از  انستیتو دولتی هنری و نمایشی ایروان (۱۹۹۵) فارغ‌التحصیل گشت. 